# Sportsman’s Park
Sportsman’s Park – nieistniejący stadion baseballowy w St. Louis w stanie Missouri, na którym swoje mecze rozgrywały drużyny St. Louis Browns do momentu przeniesienia jej siedziby do Baltimore i St. Louis Cardinals.
Pierwszy stadion o nazwie Sportsman’s Park powstał w latach siedemdziesiątych XIX wieku i występował na nim zespół St. Louis Brown Stockings z National League.
W kwietniu 1893 oddano do użytku obiekt New Sportsman’s Park, z którego korzystał klub St. Louis Browns. W 1899 stadion zmieniał nazwę na League Park, zaś klub na St. Louis Perfectos, rok później przyjmując ostatecznie nazwę St. Louis Cardinals. 
Właściwy Sportsman’s Park powstał w 1902 roku po przeniesieniu siedziby Milwaukee Brewers, występującego w 1901 w American League, do St. Louis i zmianie nazwy klubu na St. Louis Browns. Początkowo pojemność stadionu wynosiła 8 tysięcy, jednak w 1909 zwiększono ją do 18 tysięcy. od 1920 na Sportsman's Park występował St. Louis Cardinals, a od 1953 po tym jak Browns przenieśli siedzibę do Baltimore, byli jedynym właścicielem obiektu. W 1953 po zakupie klubu przez Gussiego Buscha, obiekt zmienił nazwę na Busch Stadium. Ostatni mecz odbył się 8 maja 1966, po czym Cardinals przenieśli się na wybudowany kosztem 20 milionów dolarów, mogącym pomieścić niespełna 50 tysięcy widzów Busch Memorial Stadium. Pojemność Busch Stadium podczas zamknięcia wynosiła 30 611 miejsc.
W tym samym roku stary obiekt Busch Stadium został zburzony.